# Paper Moon - Luna di carta
Paper Moon - Luna di carta (Paper Moon) è un film del 1973 diretto e prodotto da Peter Bogdanovich, basato sul romanzo Addie Pray di Joe David Brown.
Girato in bianco e nero dall'operatore László Kovács, ha come protagonisti Ryan e Tatum O'Neal, padre e figlia nella vita. La giovanissima attrice vinse l'Oscar alla miglior attrice non protagonista.
Il film diede vita alla serie televisiva omonima nel settembre del 1974, trasmessa dalla ABC, con Jodie Foster nella parte del personaggio co-protagonista. Il telefilm ebbe però scarso successo, venendo cancellato nel gennaio successivo.

## Trama
A Gorham, nel Kansas, intorno al 1936, durante la grande depressione, il truffatore ambulante Moses Pray, recatosi al funerale di una conoscente morta in seguito a un incidente d'auto, ne incontra la figlia Addie Loggins di nove anni, rimasta orfana, e accetta di consegnarla  all'unica zia nel Missouri. Egli  sfrutta prontamente la presenza della ragazzina per ottenere 200 dollari come risarcimento per l'incidente della madre, cercando poi di inviarla a destinazione mettendola sul treno. Lei reclama però come suo il denaro intascato e Moses, avendone già speso una parte, è costretto a tenerla con sé.
Addie realizza immediatamente l'attività di piccolo truffatore dell'uomo, consistente nel vendere bibbie a recenti vedove dichiarando l'acquisto da parte del marito defunto, e ben presto ne diventa un'abile collaboratrice, sospettando anche che possa essere il padre che non ha mai conosciuto. Riesce poi a mandare a monte il fidanzamento di Moses con una ballerina conosciuta al luna park.
I due continuano i loro raggiri, ma l'ultima truffa non riesce e vengono arrestati. Per merito di Addie, riescono, dopo varie peripezie, a fuggire, ma vengono raggiunti dallo sceriffo corrotto e Moses viene picchiato e derubato. Lascia allora finalmente Addie a casa della zia a Saint Joseph, ma poco dopo, fermatosi a osservare la foto che lei gli ha dedicato, che la ritrae seduta sulla sagoma di una luna di carta, la vede ritornare di corsa; cerca di opporsi, ma Addie  gli ricorda che le deve ancora 200 dollari e i due partono di nuovo insieme.

## Produzione
Originariamente, il progetto del film prevedeva la regia di John Huston e il casting di Paul Newman e sua figlia Nell Potts. Quando Huston lasciò la realizzazione del progetto, anche l'attore diede forfait.
Peter Bogdanovich, reduce dal successo de L'ultimo spettacolo (1971) e Ma papà ti manda sola? (1972) e dalla fondazione della Director's Company, visionò la sceneggiatura del racconto su suggerimento dell'ex-moglie e spesso collaboratrice Polly Platt. Il regista si trovò subito interessato all'adattamento cinematografico, in quanto fan dei film d'epoca e padre di due bambine. Sempre seguendo il consiglio della Platt, avvicinò come possibile protagonista Tatum O'Neal, otto anni all'epoca, e senza alcuna esperienza recitativa. Il regista aveva già lavorato col padre Ryan O'Neal in Ma papà ti manda sola? e subito ebbe l'intuizione di lavorare con entrambi. Per assegnare la parte a Tatum l'età del suo personaggio cambiò rispetto al racconto: da 12 anni a 9.
Bogdanovich trovava inadeguato per il film il titolo del racconto, Addie Pray. Mentre faceva ricerche per selezionare la musica della pellicola, si imbatté nella canzone di Billy Rose, Yip Harburg e Harold Arlen It's Only a Paper Moon (1933) e ne fu entusiasta. Orson Welles, amico fidato e suo mentore, fu interpellato e il suo commento fu: "Quel titolo è talmente buono, che non dovresti nemmeno fare il film. Ti basterebbe mostrare nelle sale solo il titolo!". Nel film fu inserita una foto che richiama il titolo, che la protagonista fa nel chiosco di un Luna Park seduta sulla sagoma di una grande mezza luna e che Moses osserva poi nell'ultima scena. Un'immagine simile, con entrambi i protagonisti, venne poi usata come locandina.
La traccia principale del film, nonché l'intera colonna sonora, fu selezionata grazie alla collezione privata di Rudi Fehr, accreditato nei titoli di testa. Gli esterni furono girati quasi interamente negli stati del Kansas e del Missouri.

## Riconoscimenti
- 1974 - Premio Oscar
  - Miglior attrice non protagonista a Tatum O'Neal
  - Candidatura per la miglior attrice non protagonista a Madeline Kahn
  - Candidatura per la miglior sceneggiatura non originale a Alvin Sargent
  - Candidatura per il miglior sonoro a Richard Portman e Les Fresholtz
- 1974 - Golden Globe
  - Miglior attrice debuttante a Tatum O'Neal
  - Candidatura per il miglior film commedia o musicale
  - Candidatura per la miglior regia a Peter Bogdanovich
  - Candidatura per il miglior attore in un film commedia o musicale a Ryan O'Neal
  - Candidatura per la miglior attrice in un film commedia o musicale a Tatum O'Neal
  - Candidatura per la miglior attrice non protagonista a Madeline Kahn

- 1974 - David di Donatello
  - Miglior attrice straniera a Tatum O'Neal
- 1973 - Festival internazionale del cinema di San Sebastián
  - Migliore regia a Peter Bogdanovich
  - Premio Speciale a Peter Bogdanovich
- 1974 - Writers Guild of America
  - Migliore sceneggiatura non originale a Alvin Sargent
- 1974 - Kansas City Film Critics Circle Award
  - Miglior attrice non protagonista a Madeline Kahn

Tatum O'Neal vinse l'Oscar come Miglior attrice non protagonista nel 1974 e, tuttora, rimane la più giovane vincitrice nella storia della manifestazione. Nonostante compaia in quasi tutte le scene del film, i giurati non vollero nominare una bambina nella categoria Miglior attrice protagonista.
A soli dieci anni, la giovanissima O'Neal fu premiata anche ai David di Donatello (miglior attrice straniera) e al Golden Globe (miglior artista emergente).

## Serie televisiva
Il film generò una serie televisiva, Paper Moon, trasmessa sulla ABC nel 1974 con Jodie Foster nel ruolo della piccola Addie.